# Гребля Гріб

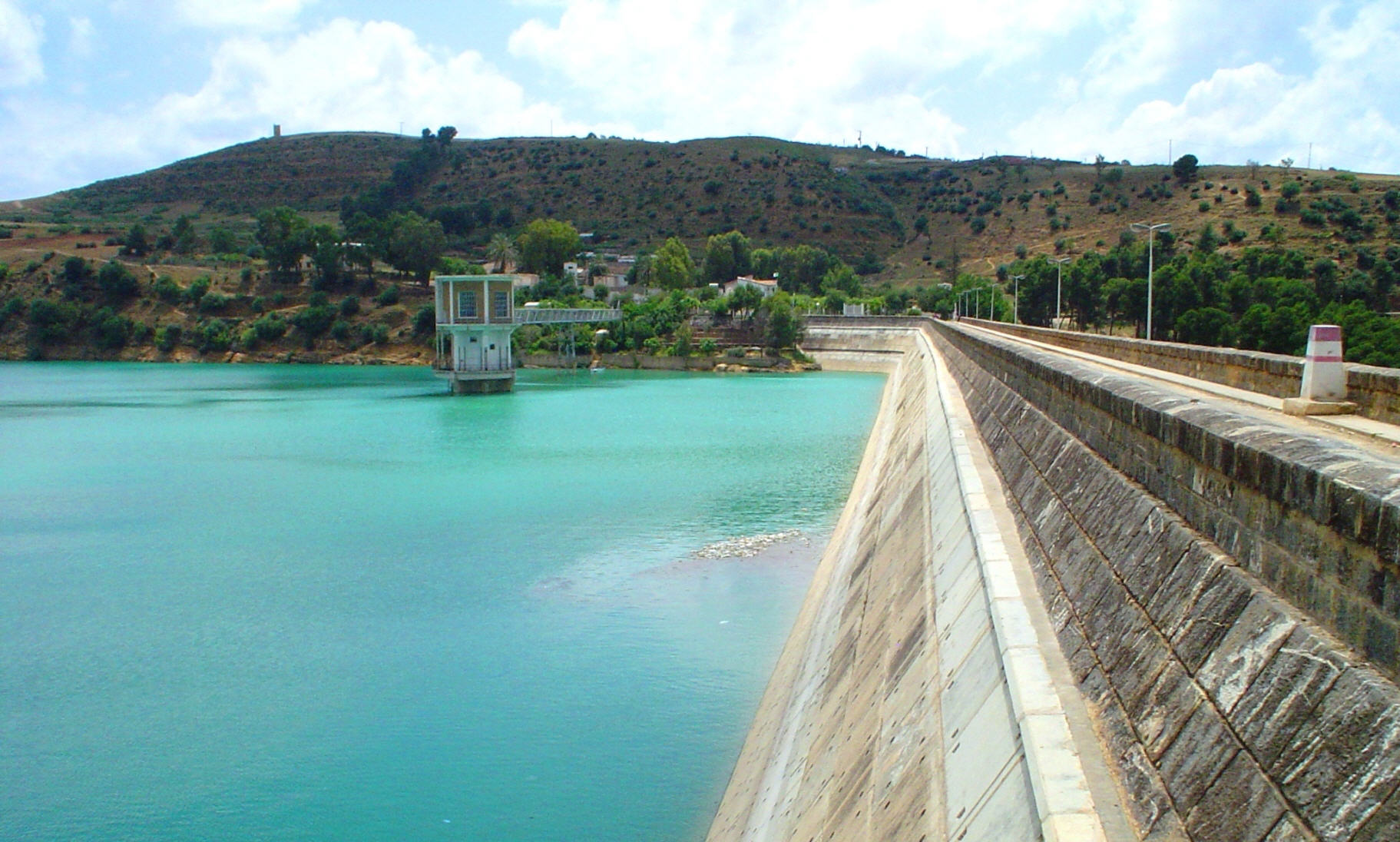
Гребля зі сторони верхнього б’єфу

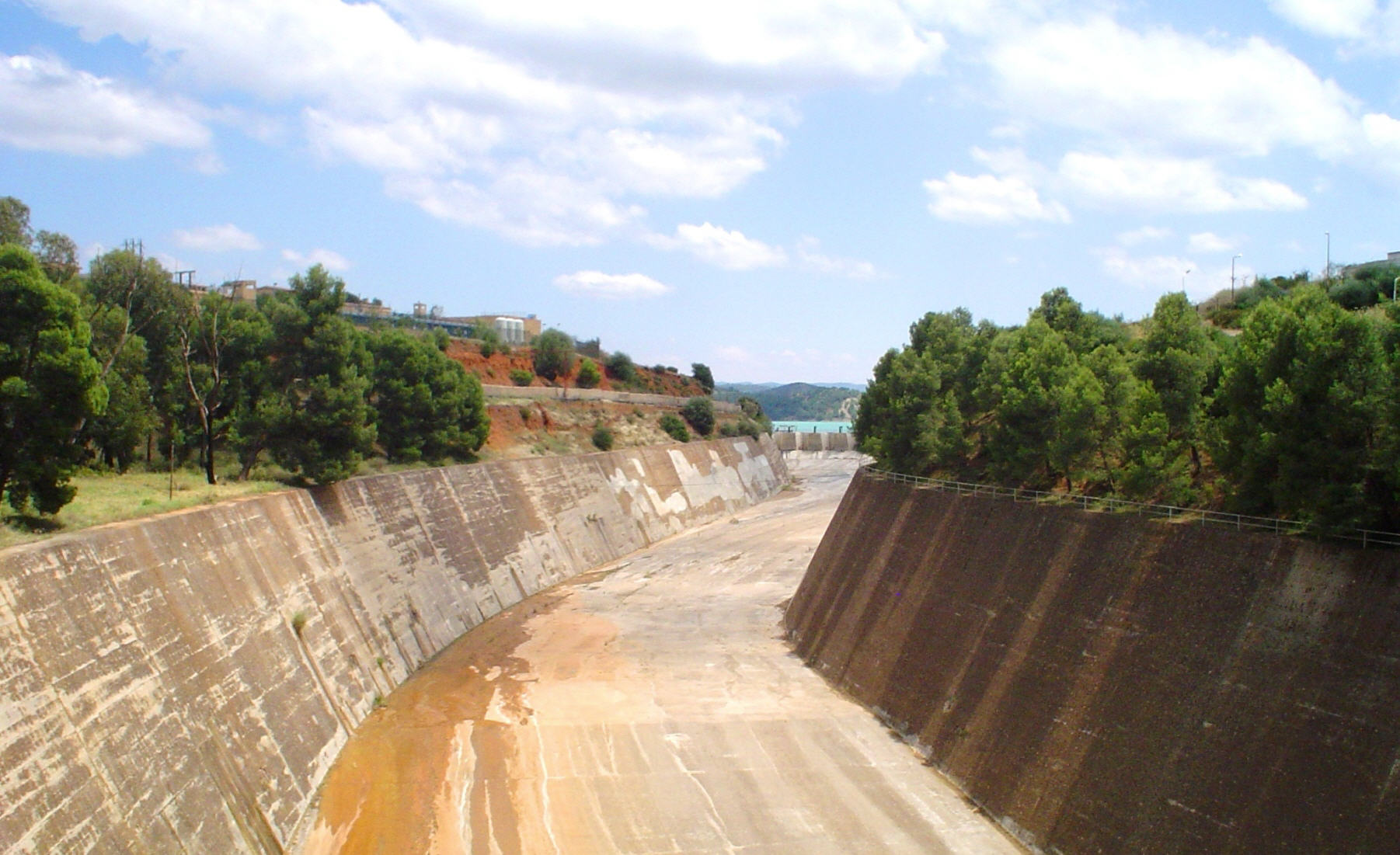
На задньому плані видно залізобетонні шлюзи та водосховище

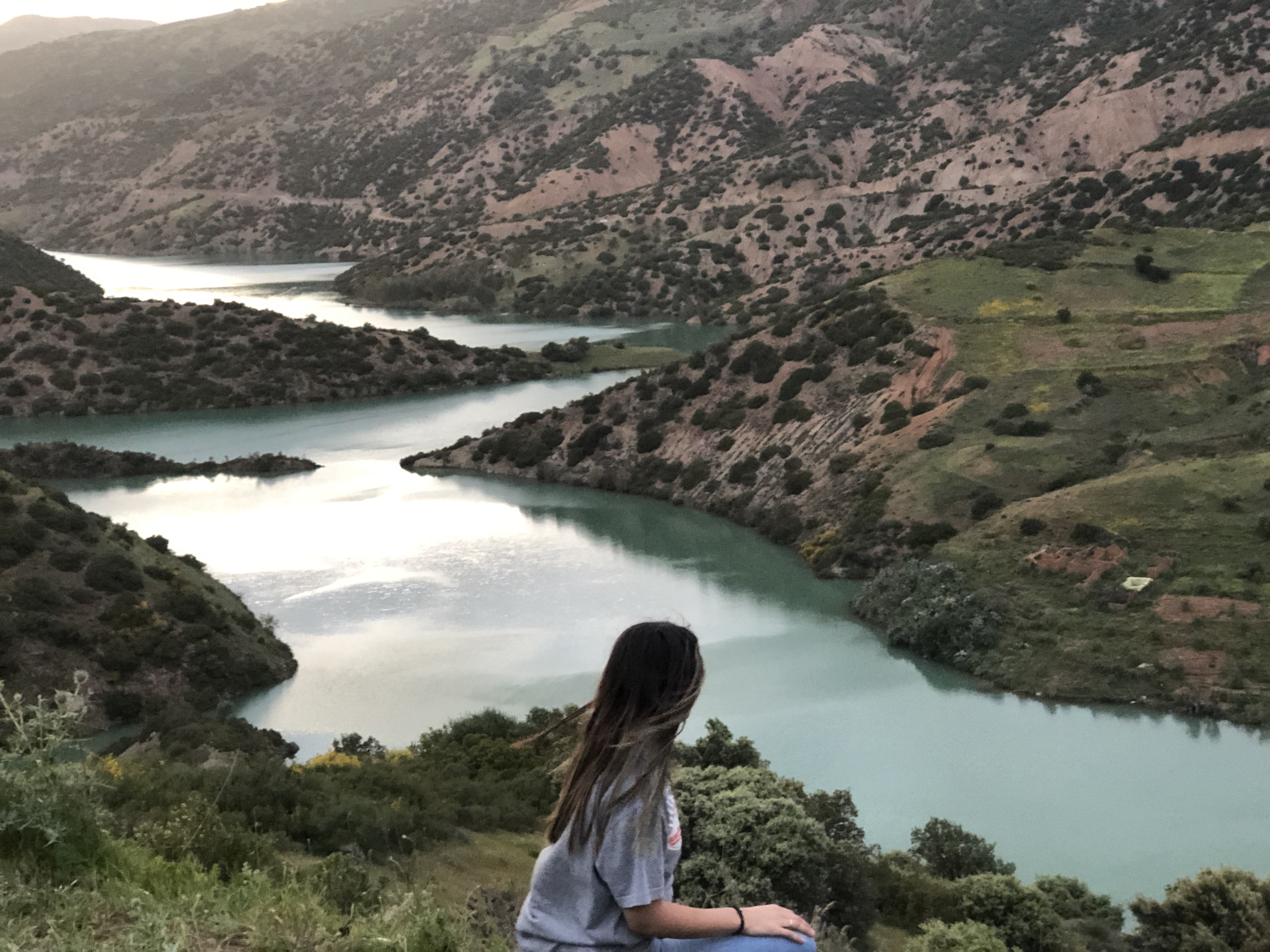
Вид водосховища греблі

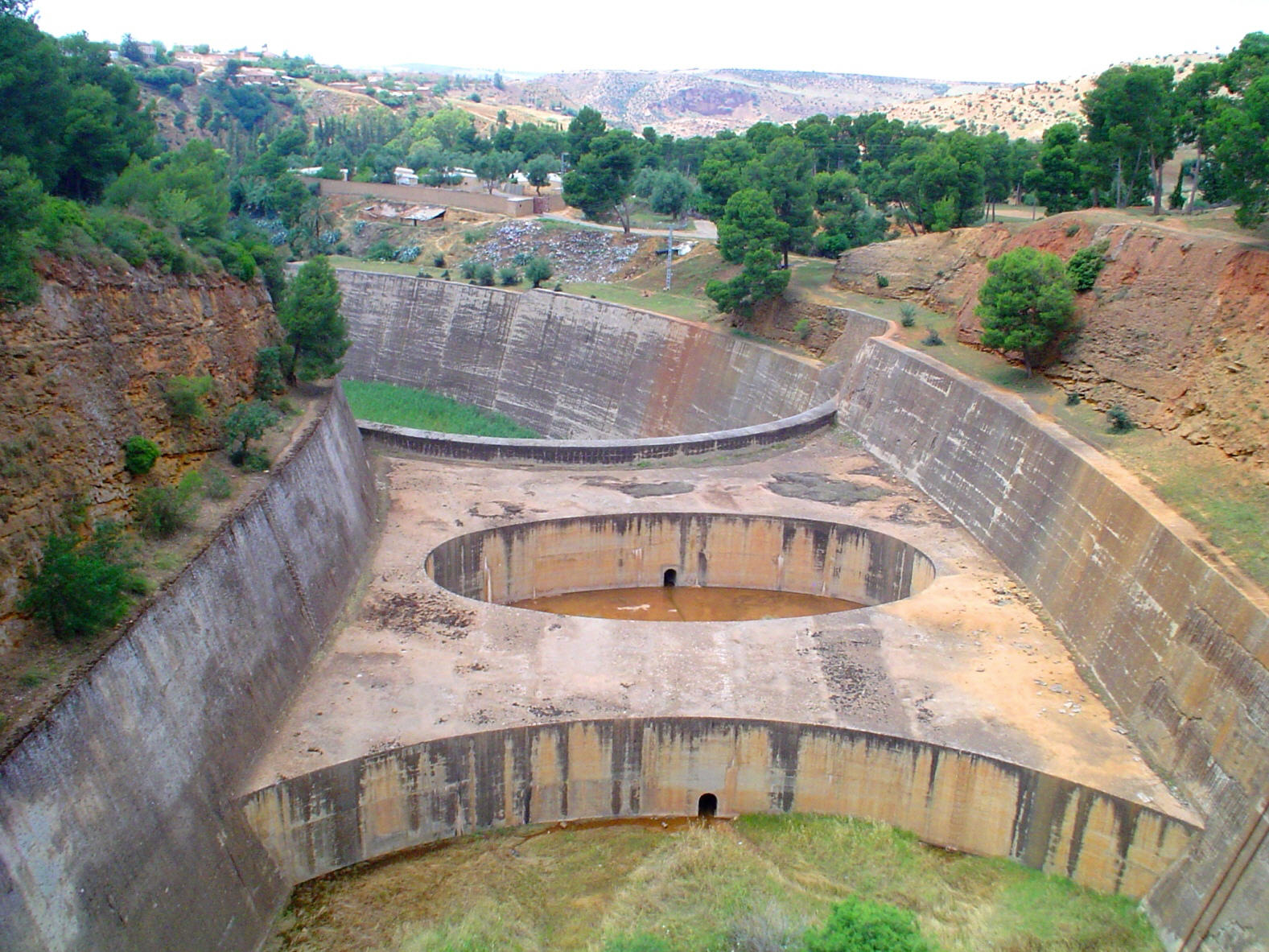
Елементи нижньої частини траси водоскиду

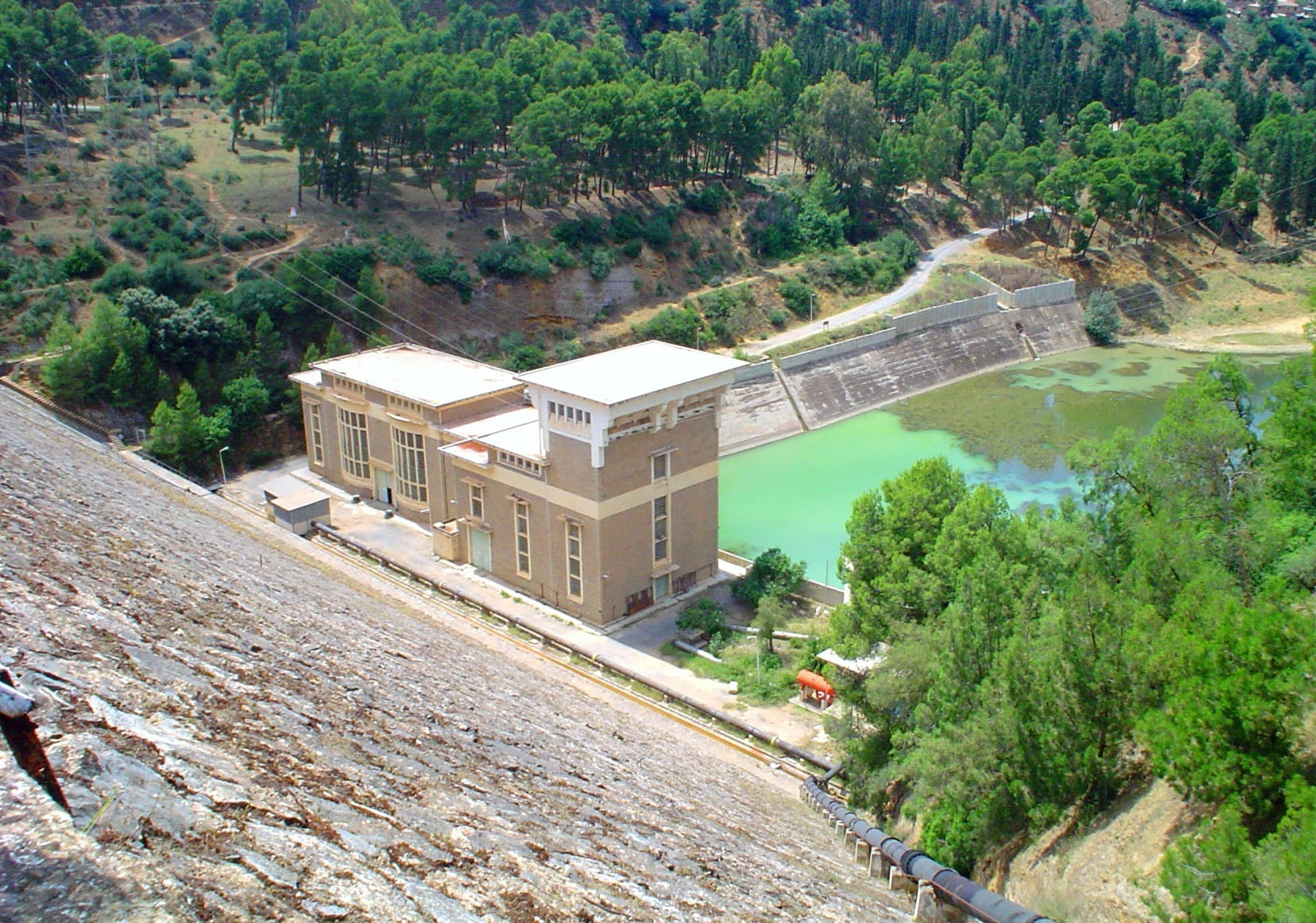
Пригреблева гідроелектростанція

Гребля Гріб (Ghrib) – гідротехнічна споруда на півночі Алжиру.
Греблю спорудили в 1936 – 1939 роках на уеді Челіф (Cheliff), який бере початок ще на схилах Сахарського Атласу, перетинає Високі плато, потім проривається через південну споруду Тель-Атласу та тривалий час тече між хребтами Тель-Атласу у західному напрямку, допоки не долає північний хребет та впадає до Середземного моря за сім десятків кілометрів на схід від Орану. Гребля Гріб споруджена в місці прориву уеду через південний хребет, при цьому нижче по сточищу на уеді Челіф створена гребля Челіф, а вище (ще в межах Високих плато) – гребля Бугзул.
Водозбірний басейн вище від споруди складає біля 23 тисяч км2 (з яких біля 20 тисяч км2 знаходяться вище за греблю Бугзул), а її головним призначенням є накопичення води.
В межах проекту долину уеду перекрили кам’яно-накидною греблею з бетонним облицюванням зі сторони верхнього б’єфу висотою 105 метрів, довжиною 270 метрів та шириною по гребеню 15 метрів. На правобережжі за дві сотні метрів до греблі облаштований потужний водоскид, що первісно мав вільний поріг. В 2007-му на ньому розмістили 20 залізобетонних шлюзів та 2 металевих воріт, що дозволило підвищити рівень води у сховищі.
Гребля утворила водосховище об’ємом 185,3 млн м3 з нормальним рівнем поверхні на позначці 427,5 метра НРМ (та максимальним 430,5 метра НРМ). Після підняття нормального рівня до позначки 432 метра НРМ об’єм сховища зріс до 280 млн м3 (в умовах повені припускається підняття води до позначки 432,5 метра НРМ).
При греблі облаштували міні-електростанцію з 2 турбінами загальною потужністю 7 МВт, які використовують напір у 56 метрів та можуть виробляти 10 млн кВт-год на рік.